# Idaea eucrines
Idaea eucrines là một loài bướm đêm trong họ Geometridae.